# 慧遠 (隋朝)
慧遠（523年—592年），敦煌人，隋代高僧，為地論宗重要代表人物。隋開皇三年（583年），隋文帝為他建立淨影寺，故又被後世稱為淨影寺慧遠，簡稱淨影慧遠。與天台智者大師、嘉祥吉藏大師，並稱為隋代三大師。

## 生平
十三歲，往澤州東山古賢谷寺，依僧思禪師出家。
十六歲，僧思禪師命他隨闍梨湛律師至東魏都城鄴城（位於今河北省臨漳縣西北）參學。
二十歲，受具足戒。依法上（地論師慧光弟子）為傳戒和上，惠順（慧光弟子）為闍梨（教授師），慧光的十大弟子並為證戒。
受戒後，慧遠就大隱律師（慧光弟子）討求《四分律》，後又專門向戒和上法上請益習法。僧稠禪師到鄴城時，慧遠也曾向他請教禪法。至學成後，回故鄉澤州高都青化寺，開始開門授徒弘法。
承光二年春，周武帝意欲滅佛，慧遠抗辯不果，遂潛於汲郡西山勤道無倦，三年之間誦法華、維摩等經。
周武帝崩後，次年周宣帝繼位，漸解佛禁，慧遠受請開講於少林寺。
隋朝統一天下後，隋文帝崇尚佛教。587年，慧遠奉敕入住京師大興善寺，四方從學者極多；因大興善寺不敷使用，遂另選長安城南大街之右建淨影寺，於淨影寺講說《涅槃經》、《十地論》等，最後在淨影寺裡過世。

## 著作
注疏經論多，有《華嚴》、《涅槃》、《維摩》、《地論》、《起信論》等十六種，現存者有十種。其所注疏《無量壽經義疏》、《觀無量壽經義疏》為二經現存最早的注疏本。晚年於大興善寺聽曇遵講《攝大乘論》。著有佛法之綱要《大乘義章》。

## 研究書目
- 廖明活：〈淨影寺慧遠的佛性學說 （页面存档备份，存于）〉。
- 廖明活：〈淨影寺慧遠的心識思想 （页面存档备份，存于）〉。

1. ↑  馮煥珍. . 中華佛學學報.   [2018-05-07]. （原始内容存档于2020-08-09）.
2. ↑  曾堯民.  (PDF). 中華佛學研究.   [2018-05-07]. （原始内容存档 (PDF)于2018-05-07）. 當北齊文宣帝（529-559，550-559在位）於天保二年（551）詔請僧稠到鄴城時，僧稠同意召請而入鄴，這本身就是件特別的事，這是僧稠首次同意皇帝的召請，也是首次到鄴城....僧稠與慧遠在鄴城的時間有所重疊，慧遠且曾問禪於僧稠
3. ↑  馮煥珍. . 中華佛學學報. 2002  [2018-05-07]. （原始内容存档于2020-08-09）.